# Штёкль, Ингрид
Ингрид Штёкль (нем. Ingrid Stöckl; род. 28 марта 1969, Тамсвег) — австрийская горнолыжница, специалистка по скоростному спуску, слалому, супергиганту и комбинации. Представляла сборную Австрии по горнолыжному спорту в 1986—1997 годах, серебряная призёрка чемпионата мира, победительница этапа Кубка мира, участница зимних Олимпийских игр в Лиллехаммере.

## Биография
Ингрид Штёкль родилась 28 марта 1969 года в ярмарочной коммуне Тамсвег, Зальцбург. Проходила подготовку в местном клубе Union Skiclub Tamsweg. Специализировалась прежде всего на слаломе и скоростном спуске, что позволило ей показывать хорошие результаты и в комбинации.
Первого серьёзного успеха на международном уровне добилась в 1987 году, когда вошла в состав австрийской национальной сборной и выступила на чемпионате мира среди юниоров в Селене, где обошла в слаломе всех своих соперниц и завоевала тем самым золотую медаль.
В 1988 году попала во взрослую сборную и дебютировала в Кубке мира, в частности заняла пятнадцатое место в комбинации на домашнем этапе в Альтенмаркт-им-Понгау. В дальнейшем значительно улучшила свои результаты, так, в январе 1990 года впервые поднялась на пьедестал почёта, а в декабре того же года одержала первую и единственную победу, став лучшей в комбинации на этапе во французском Морзине. Была близка к завоеванию малого Хрустального глобуса в комбинации, заняв по итогам сезона третье место — пропустила вперёд только соотечественницу Сабине Гинтер и француженку Флоранс Манада.
В 1991 году побывала на домашнем чемпионате мира в Зальбах-Хинтерглеме, откуда привезла награду серебряного достоинства, выигранную в комбинации — финишировала третьей в слаломе и одиннадцатой в скоростном спуске, уступив по суммарному времени лишь представительнице Швейцарии Шанталь Бурниссен.
Благодаря череде удачных выступлений удостоилась права защищать честь страны на зимних Олимпийских играх 1994 года в Лиллехаммере — в скоростном спуске не финишировала, тогда как в программе комбинации провалила первую попытку слалома и была дисквалифицирована.
Впоследствии оставалась действующей спортсменкой вплоть до 1997 года, хотя в последнее время уже не показывала выдающихся результатов и больше не поднималась на подиум Кубка мира.